# Komin w Okienniku Wielkim
Komin w Okienniku Wielkim – duży komin w Okienniku Wielkim na Wyżynie Częstochowskiej, w obrębie wsi Piaseczno w województwie śląskim, powiecie zawierciańskim, w gminie Kroczyce.

## Opis obiektu
Komin znajduje się pod zachodnim otworem Okna w Okienniku Wielkim. Można się do niego dostać z góry zjazdem na linie lub wspinaczką po ścianie (IV w skali polskiej), albo wspinaczką od dołu (kominem prowadzi droga wspinaczkowa o III stopniu trudności).
Komin jest dwuczęściowy. Część dolna to pionowa, częściowo zadaszona szczelina, część górna to otwarta górą krasowa studnia. W górnej części studni znajduje się 1,5 metrowej wysokości próg skalny, w dolnej próg o wysokości 1,9 m. W górnej części studni jest także bardzo małe okienko łączące ją ze Schronem w Okienniku Wielkim.
Namulisko komina jest próchniczno-piaszczyste. W szczelinach i zakamarkach ścian rosną: zanokcica skalna, glistnik jaskółcze ziele, sałatnik leśny, a u góry porzeczka skalna, bez koralowy i niewielki jarząb zwyczajny.
Komin w Okienniku Wielkim wraz z całym masywem Okiennika Wielkiego są geostanowiskiem.

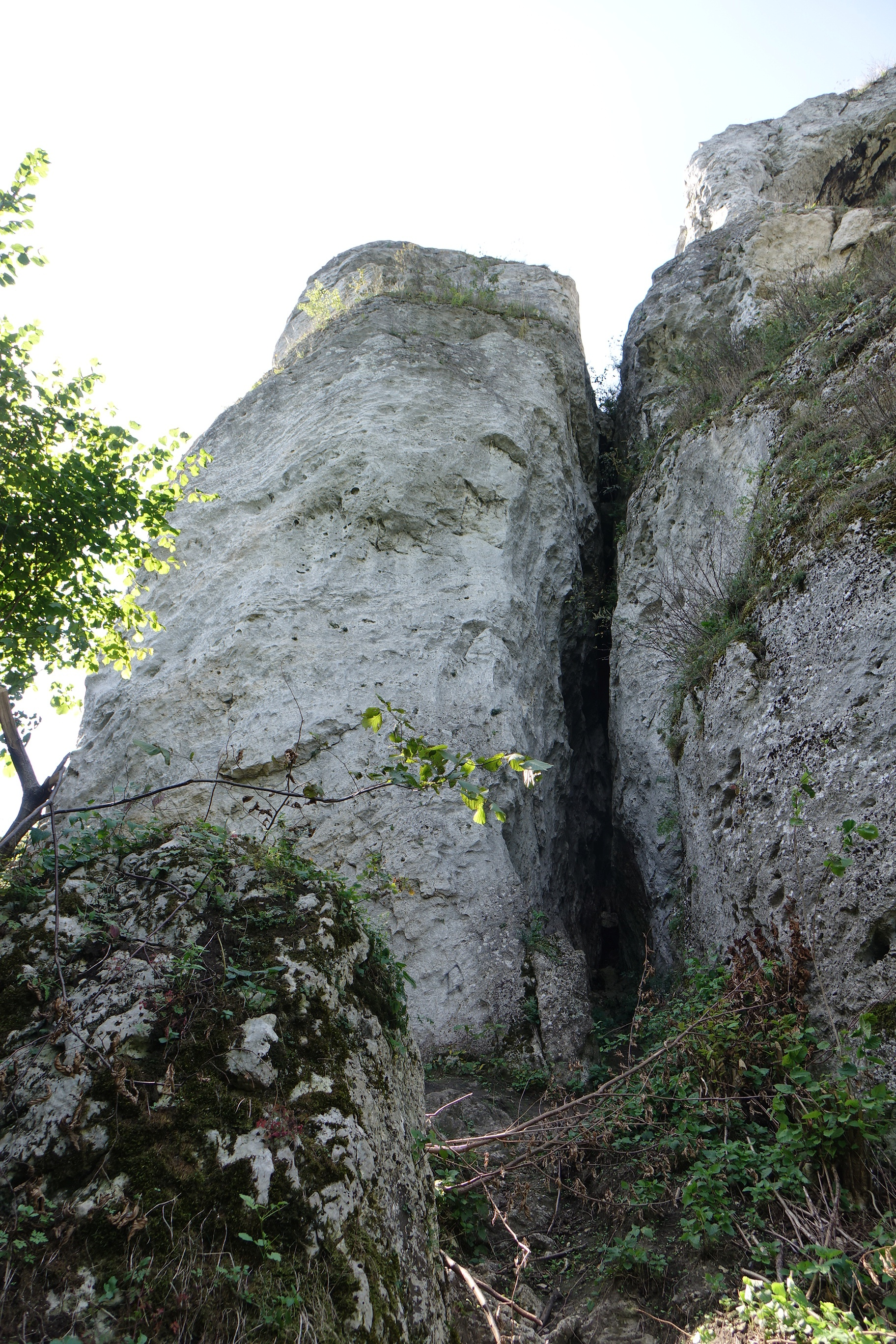